# Động vật sa mạc

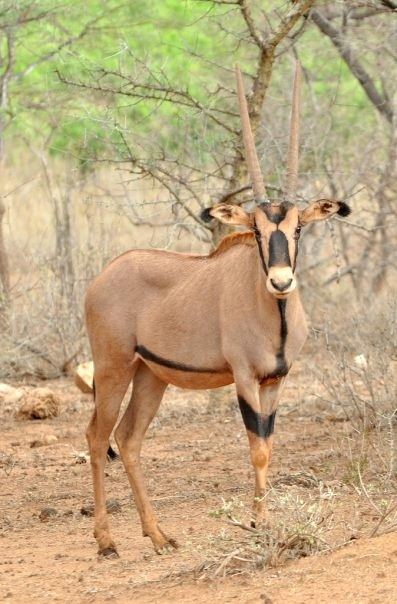
Linh dương tai rìa (Oryx beisa callotis) có khả năng trữ nước bằng cách tăng nhiệt độ cơ thể và lấy nước từ thức ăn, bằng cách này chúng không cần phải uống nước

Động vật sa mạc, động vật hoang mạc hay cư dân sa mạc (tiếng Anh: xerocole, bắt nguồn từ tiếng Hi Lạp xēros có nghĩa là "chịu khát") là những loài động vật đã thích nghi để sống trong môi trường sa mạc, hoang mạc hay bán hoang mạc khô cằn với những điều kiện khắc nghiệt và cằn cỗi. Vùng sa mạc, hoang mạc khô cằn là một môi trường cực kỳ khắc nghiệt, thử thách sự sống còn của các sinh vật sống, nhất là các loài động vật, mặc dù vật có hàng loạt động vật vẫn vật lộn để sinh tồn ở những nơi này, với những đặc điểm có được do tiến hóa để thích nghi với môi trường sống.

## Tổng quan
Động vật muốn tồn tại trong sa mạc thì phải có ít nhất hai khả năng. Một là khả năng đi lại, bởi vì đất cát bất cứ lúc nào cũng có thể chôn vùi chúng, thứ hai là khả năng trữ nước, vì khi mất nước thì bất kỳ sinh vật nào cũng phải chết. Những loài động vật sa mạc phải đối chọi với hai khó khăn chính giữ thân nhiệt không quá nóng và giữ đủ nước (độ ẩm). Động vật sa mạc mỗi con đều có một phương pháp tồn tại riêng, chẳng hạn có loài chuyên sống phụ thuộc vào thực vật. Một số thường ngày giấu mình trong hang cát, khi mưa sương xuống thì lập tức bò lên mặt đất, sử dụng toàn thân để hứng sương.
Các cư dân của hoang mạc đã phải tiến hoá thích nghi với thời tiết để sinh tồn. Nhiều động vật sa mạc có đôi tai lớn, chân và cái đuôi dài. Các cơ quan này hoạt động như những bộ máy điều hoà, giúp chúng tự bảo vệ trước cái nóng khủng khiếp. Nhiều động vật sa mạc ẩn nấp ánh nắng mặt trời suốt ngày và chỉ xuất hiện vào lúc sáng sớm hoặc khi trời tối. Song nhiều loài khác lại xuất hiện và hoạt động suốt cả ngày, như loài cào cào quay đầu về phía Mặt trời để thân thể của mình phơi ra ánh nắng càng ít càng tốt. Và vì trên sa mạc hiếm nước nến các động vật phải sử dụng nước sao cho có hiệu suất tối đa. Nhiều loài trong số chúng không tiết mồ hôi, nước tiểu của chúng đặc và phân khô. 

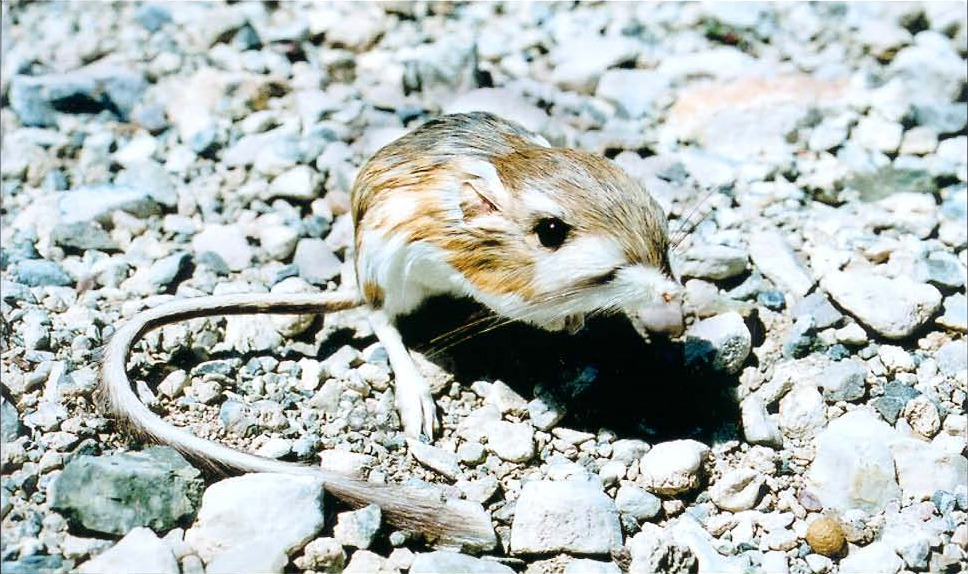
Một con chuột sa mạc, chúng thích nghi với việc đi lại trên sa mạc, gần như là nhảy chứ không phải là đi

Không có bằng chứng cho thấy nhiệt độ cơ thể của động vật có vú và các loài chim là thích nghi với khí hậu khác nhau, hoặc là nhiệt độ lớn hoặc quá lạnh. Trong thực tế, với một số rất ít trường hợp ngoại lệ, tốc độ trao đổi chất cơ bản của chúng được xác định bởi kích thước cơ thể, không phụ thuộc vào khí hậu mà chúng sống. Nhiều loài động vật sa mạc (và thực vật) cho thấy sự thích nghi tiến hóa đặc biệt rõ ràng cho việc bảo tồn nước hoặc khả năng chịu nhiệt và do đó thường được nghiên cứu trong sinh lý học so sánh, sinh lý học sinh thái và sinh lý học tiến hóa. Một ví dụ cũng được nghiên cứu đầy đủ là sự biệt hóa thận của động vật có vú thể hiện qua các loài sinh sống ở sa mạc. Nhiều ví dụ về tiến hóa hội tụ đã được xác định trong các sinh vật sa mạc, bao gồm giữa cây xương rồng và Euphorbia, chuột túi và jerboas, Phrynosoma  và thằn lằn Moloch.
Mặc dù là môi trường khắc nghiệt không phù hợp với con người, nhưng đối với một số loài động vật hoang dã thì Sahara, sa mạc nhiệt đới lớn nhất thế giới, là nơi sinh sống lý tưởng. Đây là nơi sinh sống của các loài động vật hoang dã như linh dương, báo, sư tử, bò cạp, rắn, các loài gặm nhấm và nhiều loài quý hiếm khác. Tuy vậy trong 14 loài động vật sống ở sa mạc và nhận thấy rằng ít nhất một nửa trong số chúng đều tuyệt chủng ở một khu vực riêng biệt, hoặc số lượng bị hạn chế đáng kể trong một phạm vi địa lý nhỏ hơn. Các loài gặm nhấm, rắn và bọ cạp phát triển mạnh ở môi trường hoang mạc.
Trong số những loài tuyệt chủng được phát hiện có linh dương sừng móc Bubal, linh dương sừng kiếm. Các loài chó hoang dã và sư tử châu Phi gần như biến mất khỏi môi trường hoang dã. Loài dê rừng Nubia vẫn sống ở các vùng đất khô cằn nhưng được xếp vào nhóm các loài động vật dễ bị tổn thương bởi các tác động bên ngoài. Số lượng loài báo đốm, báo hoa cũng đang suy giảm dần. Loài linh dương sừng kiếm là minh chứng rõ rệt nhất cho thấy các loài động vật sinh sống ở sa mạc Sahara đang biến mất dần do nạn săn bán tràn lăn và thiếu môi trường sống. Đến nay, loài linh dương này chỉ sống trong điều kiện bị nuôi nhốt

## Thích nghi

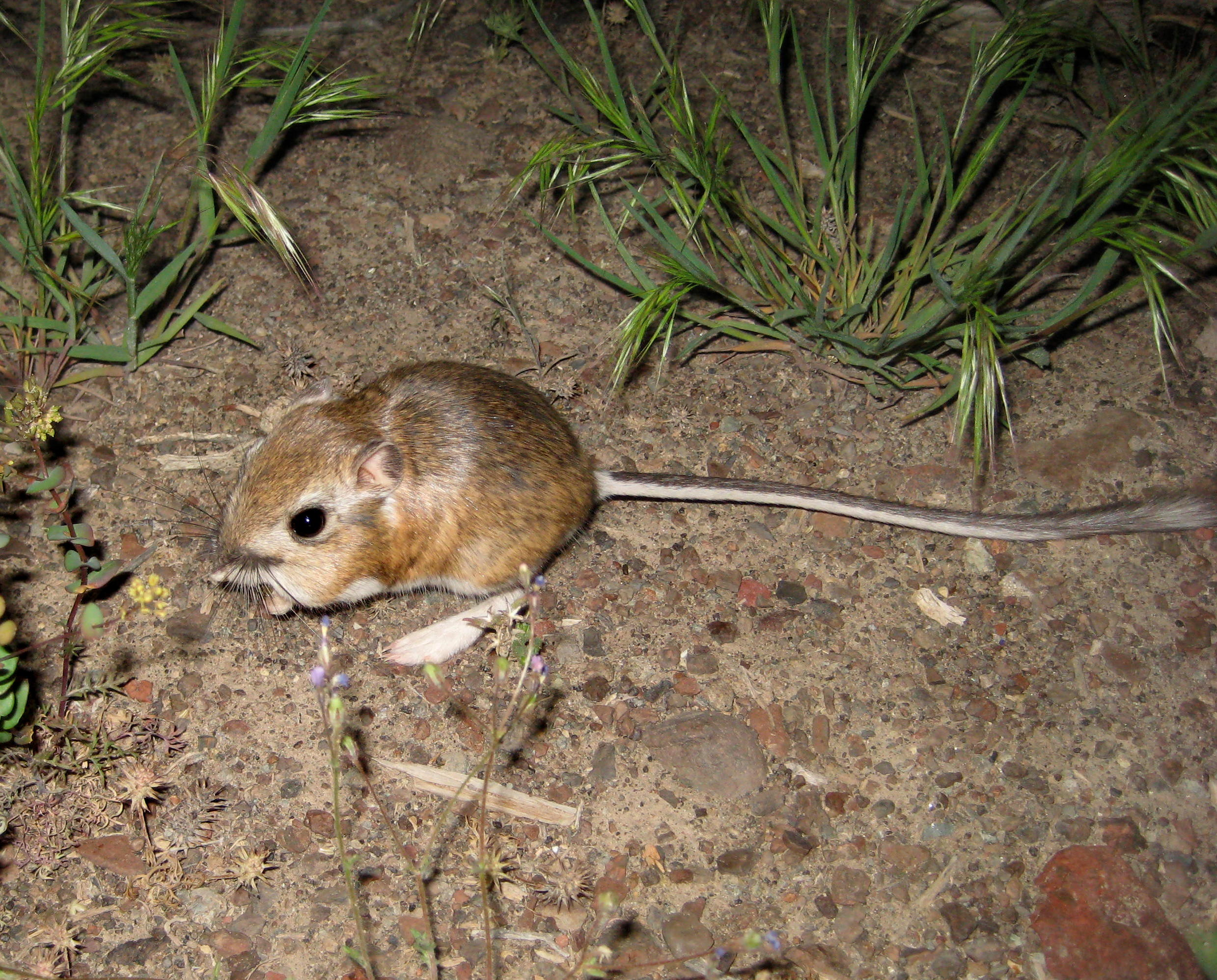
Một con chuột sa mạc

Sa mạc thể hiện một môi trường đầy thách thức đối với động vật. Không chỉ những yêu cầu về nước và thức ăn mà chúng cũng cần phải giữ cho nhiệt độ cơ thể ở một mức độ chấp nhận được. Nước và cacbon dioxide là sản phẩm cuối cùng của quá trình trao đổi chất và oxy hóa chất béo, protein, và các carbohydrat. Việc oxy hóa 1 gram carbohydrat tạo ra 0,60 gram nước; 1 gram protein sinh ra 0,41 gram nước; và 1 gram chất béo sinh ra 1,07 gram nước, làm cho các loài động vật sa mạc có thể sống mà cần ít hoặc không cần uống nước.
Nhiều loài động vật sa mạc nóng khác sống về đêm thì tìm kiếm bóng mát vào ngày hoặc ở trong hang dưới lòng đất. Ở độ sâu hơn 50 cm (20 in), những chúng vẫn duy trì ở mức từ 30 đến 32 °C (86 và 90 F) không phụ thuộc vào nhiệt độ bên ngoài. Động vật có vú sống ở hoang mạc lạnh đã phát triển sự cách nhiệt cao hơn thông qua bộ lông cơ thể ấm hơn và các lớp cách nhiệt bằng mỡ dưới da. Chồn Bắc Cực có tốc độ trao đối chất lớn hơn gấp 2 đến 3 lần so với các loài động vật có vú cùng kích thước. Chim đã tránh được vấn đề mất nhiệt qua đôi chân của mình bằng cách không cố gắng để duy trì nhiệt của chân bằng với nhiệt của các phần còn lại của cơ thể, một dạng cách nhiệt thích nghi. Chim cánh cụt hoàng đế có bộ lông dày, một lớp cách nhiệt (đệm) không khí kế lớp da và nhiều, và các cơ chế nhiệt khác nhau để duy trì nhiệt cơ thể chúng trong một môi trường khắc nghiệt nhất trên Trái Đất.

## Các loài

### Thú
Chuột túi là một ví dụ về việc sử dụng nước của quá trình trao đổi chất này và bảo tồn nước bằng cách điều khiển tốc độ trao đổi chất thấp cơ bản và vùi mình dưới cát trong cái nóng của ban ngày, làm giảm mất nước qua bộ lông và hệ hô hấp khi chúng nghỉ ngơi. Trong số 40 loài gặm nhấm được phát hiện thêm tại Sahara là chuột nhảy, chuột và sóc. Để tránh nóng, chuột nhảy đào các hố bên dưới cát hoang mạc tới phần đất ẩm hơn. Đi lại trên cát không phải lúc nào cũng dễ dàng. Hầu như các loài gặm nhấm sa mạc nhảy hơn là đi. Chuột nhảy, chuột sa mạc, chuột túi và các loài gặm nhấm nhỏ khác ra khỏi hang của chúng vào ban đêm và do đó, làm cáo, chó sói, chó rừng và rắn săn chúng. Chuột túi giữ lạnh bằng cách tăng nhịp hô hấp của chúng, thở hổn hển, tiết mồ hôi và làm ẩm da của chân trước bằng nước bọt của chúng.

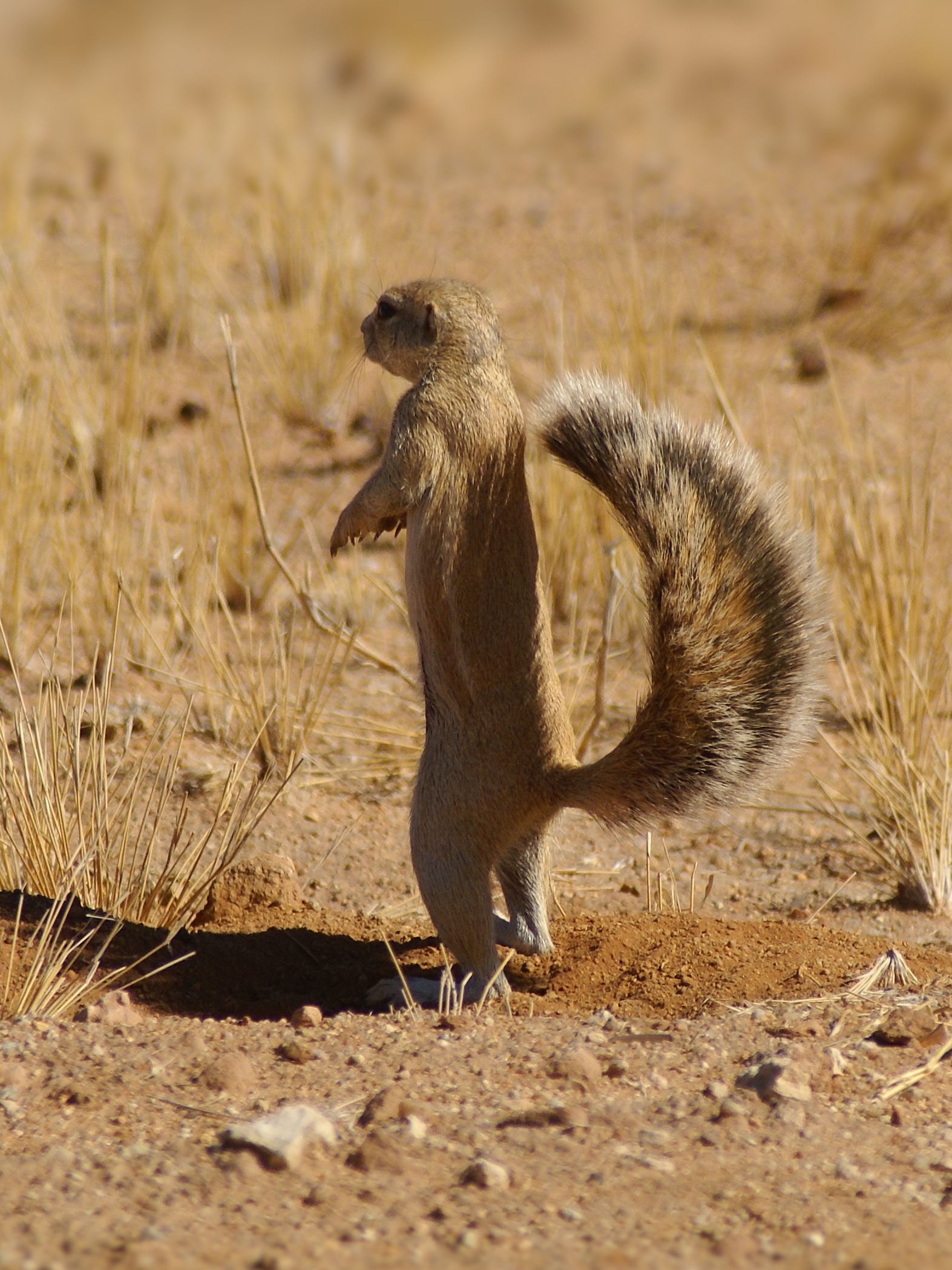
Một con sóc đất châu Phi (Xerus inauris)

Họ Chuột kangaroo (Heteromyidae) chứa chuột kangaroo, chuột nang đá sa mạc. Phần lớn các loài trong họ này sinh sống trong các hang hốc phức tạp tại khu vực sa mạc và đồng cỏ ở miền tây Bắc Mỹ. Chuột cống kangaroo là loài bản địa ở Bắc Mỹ. Chúng có hai chân sau rất phát triển trong khi hai chân trước khá nhỏ và đầu lớn hơn nhiều so với thân hình. Chiều dài của đuôi lớn hơn cả chiều dài thân và đầu cộng lại. Hai bên miệng chúng có túi má là nơi có thể dùng để dự trữ thức ăn. Chuột nhảy sa mạc tai dài hay chuột nhảy tai dài, Euchoreutes naso, chủ yếu sống về đêm, hầu như ban ngày chúng đều ở trong hang dưới lòng đất, và chúng tự đào hang của mình, môi trường sinh sống Chủ yếu là sinh sống ở sa mạc, lưu vực sông đầy cát trắng và gồm có cả cây có bụi rậm. Chuột sóc sa mạc Selevinia betpakdalaensis.
Thỏ đuôi bông sa mạc (Sylvilagus audubonii) được tìm thấy trên khắp miền Tây Hoa Kỳ từ đông Montana miền tây Texas, và ở miền bắc và miền trung Mexico. Về phía tây mở rộng phạm vi của nó đến trung tâm Nevada và Nam California và Baja California. Nó được tìm thấy ở độ cao lên đến 2000 mét. Nó đặc biệt liên kết với các đồng cỏ khô hạn gần sa mạc phía Tây Nam Mỹ. Một trong những cư dân đáng yêu nhất của sa mạc là nhím Paraechinus aethiopicus, được tìm thấy ở châu Phi và Trung Đông. Loài vật này thích nghi với cuộc sống ở sa mạc khô cằn bằng cách sống trong hang ban ngày và đi săn đêm. Nó ăn tất cả mọi thứ từ các loài côn trùng và động vật không xương tới trứng chim và các loài rắn và bọ cạp.
Các loài động vật lớn ăn cỏ không có khả năng nấp mình trong hang nên gặp phải nhiều vấn đề nghiêm trọng. Chúng thường chỉ có thể sống ở rìa sa mạc, tại đó chúng tự thu xếp để tìm bóng mát và nước. Linh dương Addax và linh dương sừng kiếm thuộc linh dương gazen có thể sống mà không cần uống nước. Độ ẩm duy nhất cung cấp cho chúng là từ nguồn sương và nước mà chúng có thể tìm thấy trong thực vật. Các động vật có vú ăn cỏ lấy ẩm từ thực vật mà chúng ăn. Các loài như Linh dương Addax, Linh dương dik-dik, Linh dương Grant và Linh dương oryx (linh dương tai rìa) sử dụng rất hiệu quả phương pháp này nên chúng không cần uống nước.
Addax nasomaculatus hay linh dương sừng xoắn là loài động vật có vú bản xứ lớn nhất tại Sahara. Loài vật này di chuyển thành từng bầy nhỏ khắp Tây Sahara, Mautitania và Chad. Thay vì uống nước, nó lọc ẩm từ cỏ và bụi cây hoang mạc. Các móng guốc quá cỡ giúp con vật này có thể khéo léo di chuyển trên cát lỏng của hoang mạc. Linh dương Sonoran. Loài này đã thích nghi để sống trong môi trường đặc biệt khó khăn. Nó có thể ăn và tiêu hóa các món cỏ mà các động vật ăn cỏ khác không đếm xỉa đến, bao gồm các loại cỏ sa mạc khô và thậm chí cả xương rồng. Lớp lông của nó có thể chống nhiệt độ lạnh vào ban đêm, cũng như nhiệt độ nóng bức trong những ngày nóng.
Linh dương sừng thẳng Ả Rập lớn này có khả năng sống trong điều kiện sa mạc nóng khắc nghiệt. Chúng có bộ lông màu trắng để phản ánh sáng mặt trời trong ngày, đôi chân tối giúp hấp thụ nhiệt lạnh trong buổi sáng ở sa mạc. Loài này thường ăn vào buổi bình minh và chiều tối, nghỉ ngơi tại các bụi râm mát tránh cái nóng giữa trưa. Loài này có thể di chuyển nhiều ngày, thậm chí cả tuần mà không cần một giọt nước nào. Chúng tích nước cho cơ thể bằng cách uống sương đọng trên cây và thức ăn.
Lạc đà là một ví dụ tuyệt vời của một động vật có vú thích nghi với cuộc sống sa mạc. Nó giảm thiểu sự mất nước của mình bằng cách sản xuất nước tiểu đậm đặc và phân khô, và có thể mất 40% trọng lượng cơ thể của mình thông qua sự mất nước mà không chết do mất nước. Lạc đà, loài vật thường được gắn làm biểu tượng của Sahara, xuất hiện tại hoang mạc khoảng năm 200 sau Công nguyên. So với loài ngựa mà chúng thay thế, lợi thế của lạc đà là chân mềm để cho chúng có thể di chuyển nhanh chóng, dễ dàng qua cát và khả năng để tồn tại trong 17 ngày mà không cần thực phẩm và nước uống.
Voi sa mạc là những con voi sinh sống tại các vùng sa mạc, chúng không phải là một loài riêng biệt của voi châu Phi, nhưng những con voi bụi rậm châu Phi (Loxodonta africana) đã chọn cho mình môi trường sinh sống trong sa mạc khô cằn và điều này dẫn đến chúng có một số đặc điểm, khả năng riêng biệt để thích nghi với môi trường sống. Những con voi sa mạc đã được phát triển theo hướng thích nghi nhất định cho cuộc sống sa mạc và cấu tạo cơ thể của chúng có xu hướng có bàn chân tương đối rộng hơn, chân dài hơn và các cơ quan nhỏ hơn voi bụi rậm châu Phi khác.
Động vật ăn thịt thì có thể hấp thụ lượng nước từ thân thể ở con mồi của chúng Cáo Sechura hay cáo sa mạc Peru (Lycalopex sechurae) được tìm thấy ở sa mạc Sechura ở tây nam Ecuador và tây bắc Peru. Cáo lông nhạt thường sống ở sa mạc đá và bán sa mạc mặc dù thỉnh thoảng đi vào phía nam vào thảo nguyên. Trong ngày chúng nghỉ ngơi trong hang có thể dài lên đến 15 mét dài và xuống đến 2 mét xuống đất, hoàng hôn xuống chúng ra ngoài kiếm thức ăn bao gồm thực vật và quả mọng cũng như động vật gặm nhấm, bò sát và côn trùng. Nó có khả năng giữ nước từ thức ăn của nó, và có gần như nhịn uống hoàn toàn. 

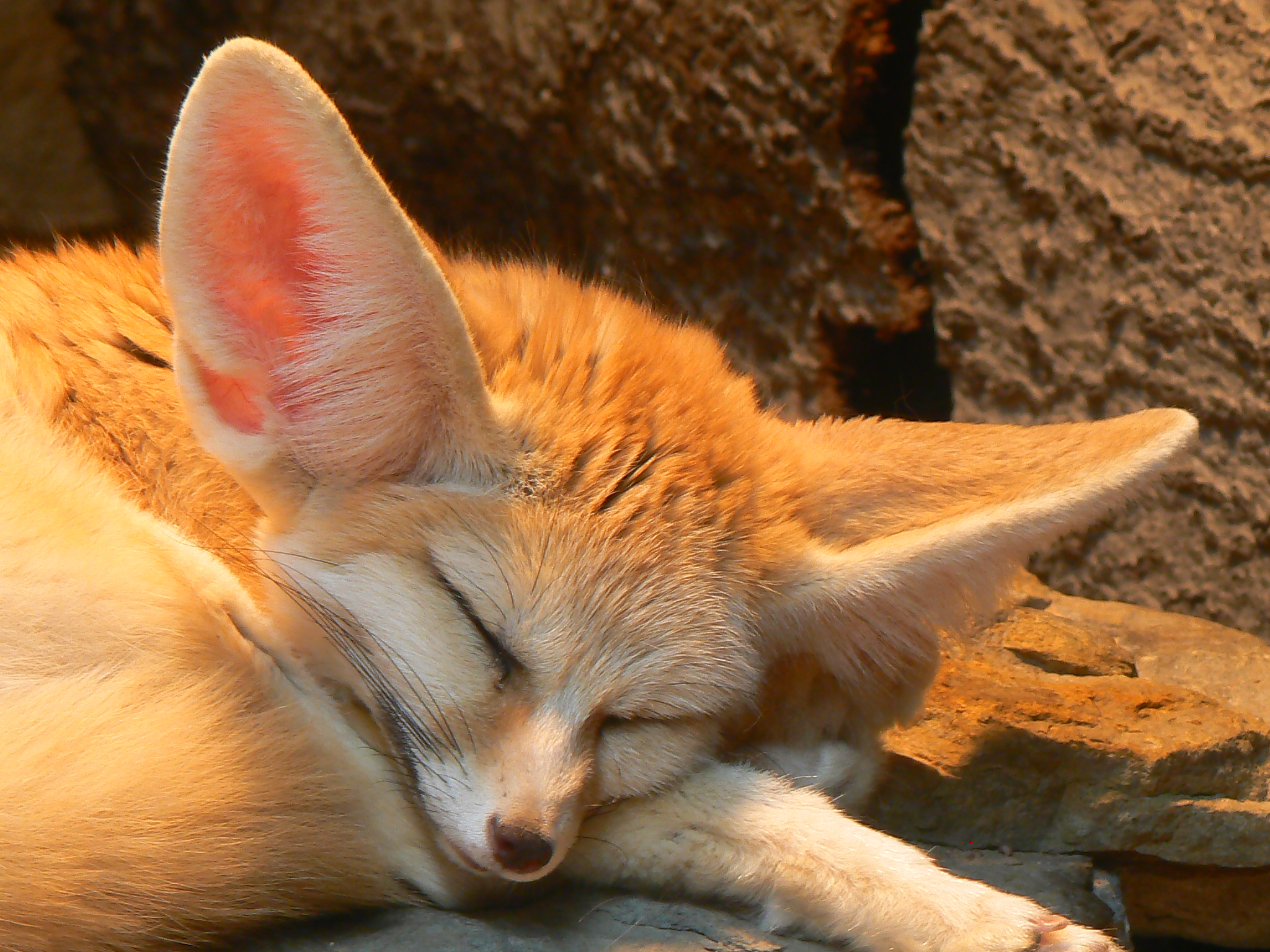
Cáo tai to sa mạc, một cư dân quen thuộc ở sa mạc, chúng đặc trưng với đôi tai to để tản nhiệt

Cáo fennec (Vulpes zerda) là loài cáo sa mạc nhỏ hoạt động về đêm được tìm thấy ở sa mạc Sahara của Bắc Phi. Tính năng đặc biệt nhất là đôi tai của nó lớn bất thường, phục vụ cho việc tản nhiệt. Cáo Fennec là loài nhỏ nhất trong họ Chó, bộ lông, tai và chức năng của thận đã thích nghi với nhiệt độ cao, ít nước, môi trường sa mạc. Ngoài ra, thính giác của nó khá nhạy bén có thể nghe con mồi di chuyển dưới lòng đất. Nó chủ yếu ăn côn trùng, động vật có vú nhỏ, và các loài chim. Những cái tai to cũng giúp chúng phát hiện thấy tiếng động dù nhỏ nhất trong bầu không khí tĩnh lặng của sa mạc, thính giác của loài cáo cát đặc biệt nhạy. Với cân nặng ít hơn 1,4 kg, cáo hoang mạc sống trong hố các đụn cát vào ban ngày và săn mồi vào ban đêm.
Mèo cát hay mèo đụn cát là một loài sinh vật sống ở các vùng sa mạc của châu Phi và châu Á. Nó có kích thước khá nhỏ và trông bè bè với chân ngắn, đuôi dài và đôi tai rất lớn, nhọn. Đầu của chúng khá to, tai to đến mức có thể được trải rộng theo chiều ngang và thậm chí chĩa xuống nhằm phục vụ cho việc săn mồi. Mèo cát có lông mọc dày ở giữa các ngón chân, điều này tạo ra một lớp lông cách nhiệt dày giúp chúng không bị bỏng khi đi trên cát sa mạc.
Chồn đất châu Phi đã trở thành biểu tượng của sa mạc Kalahari. Loài này có một số đặc điểm cơ thể giúp chúng thích nghi với cuộc sống sa mạc. Loài này có thể tích nước cho cơ thể từ các con mồi như côn trùng, rắn và bọ cạp. Loài này miễn dịch với nọc độc bọ cạp và có thể chịu đựng được sáu lần lượng nọc rắn có thể giết chết một con thỏ. Loài này có thể ăn các món rễ và củ nếu cần thêm nước. Mảng màu đen xung quanh mắt của loài này giúp chúng giảm độ chói của ánh sáng mặt trời.
Chó rừng và nhiều loại linh cẩu thuộc trong số các loài ăn thịt sống trên Sahara. Sói Ả Rập là một phân loài của sói xám thích nghi sống trong điều kiện khắc nghiệt sa mạc rất ấn tượng. Loài này có bộ lông dài bảo vệ cơ thể chống lại nhiệt độ lạnh trong mùa động, đến mùa hè, loài này có bộ lông ngắn, nhưng vẫn có lông dài mọc ngược trên lưng giúp chúng chống lại sức nóng của mặt trời. Chúng cũng có thêm đôi tai lớn để giúp phân tán nhiệt độ cơ thể, để thoát khỏi cái nóng, nó sẽ đào hang sâu và nghỉ ngơi trong bóng râm.
Sư tử ở hoang mạc Kalahari là một phân loài sư tử châu Phi đặc biệt thích nghi với môi trường sống sa mạc. Loài này có chân dài và cơ thể gọn gàng, cùng sức đề kháng mạnh mẽ để chống lại các cơn khát, chúng có thể nhịn hai tuần không uống nước, chỉ dựa vào con mồi để cung cấp nước cho cơ thể. Chúng hạ nhiệt bằng cách thở hổn hển, và thải mồ hôi thông qua các miếng đệm ở bàn chân.

### Chim

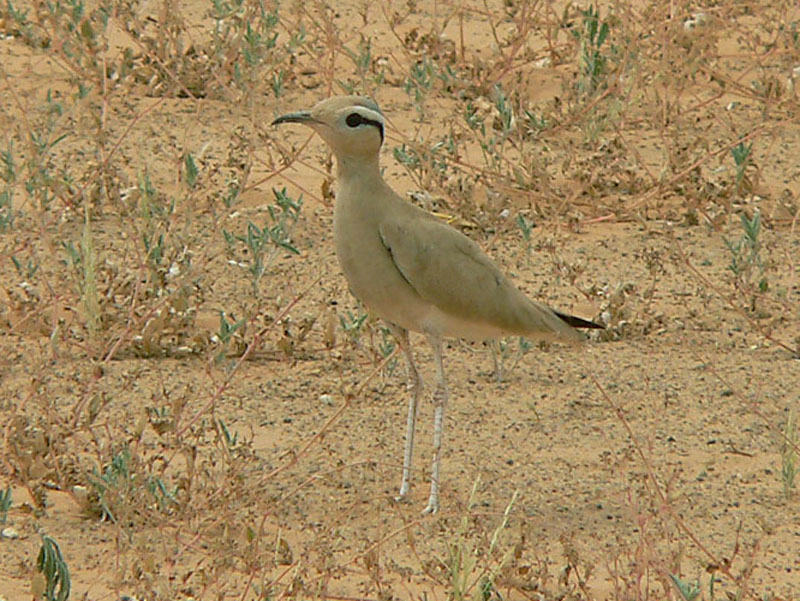
Chim Cursorius cursor là một "cư dân" sa mạc ngụy trang giỏi, có cơ thể màu bụi và dấu hiện đầu lộn xôn.

Có ít loài chim làm tổ trên sa mạc, song loài gà cát là một trường hợp ngoại lệ. Chúng bay đi rất xa để tìm nước và mang về những lượng nhỏ bằng cách thấm vào lông bụng. Các con gà gô cát là một chuyên gia về ngụy trang và làm tổ ở mở trên sa mạc cách các vũng nước mà chúng hay uống hàng ngày hàng chục km. Một số loài chim nhỏ sống ban ngày được tìm thấy ở các vị trí rất hạn chế nơi mà bộ lông của chúng giống với màu sắc của bề mặt bên dưới. chim sơn ca sa mạc tắm cát thường xuyên nhằm đảm bảo rằng nó giống với môi trường của nó sống.
Bằng nhiều cách khác nhau, chim là có khả năng nhất để làm điều này trong những động vật bậc cao. Chúng có thể di chuyển đến các khu vực có nhiều thức ăn sẵn có khi sa mạc nở hoa sau các trận mưa địa phương và có thể bay đến những trũng nước xa xôi. Trong hoang mạc nóng, chim lượn có thể tự loại bỏ nhiệt cao từ nền sa mạc quá nóng bằng cách sử dụng nhiệt để bay vút lên đới không khí lạnh ở độ cao lớn. Để bảo tồn năng lượng, các loài chim sa mạc khác chạy thay vì bay. Có loài chim chạy trên mặt đất trên đôi chân dài của mình, dừng định kỳ để bắt côn trùng. Như các loài chim sa mạc khác, nó có khả năng ngụy trang tốt bởi nó có thể ẩn mình vào cảnh quan xung quanh khi đứng yên.
Chim ruồi Costa nhỏ bé có thể được tìm thấy trong sa mạc Sonoran và Mojave, chúng có thể thích nghi tốt trong môi trường sa mạc. Chúng có thể thoát khỏi cái nóng của những ngày hè nóng nực bằng cách bay tới các bụi rậm. Khi nhiệt độ ban đêm giảm mạnh, chúng đi vào trạng thái ngủ mê, làm chậm nhịp tim bình thường từ 500-900 nhịp đập mỗi phút xuống 50 nhịp mỗi phút để bảo tồn năng lượng.

### Bò sát
Là động vật máu lạnh, bò sát không thể sống trong hoang mạc lạnh nhưng rất phù hợp với những hoang mạc nóng. Trong cái nóng ban ngày của sa mạc Sahara, nhiệt độ có thể tăng lên 50 °C (122 °F). Loài bò sát không thể tồn tại ở nhiệt độ này và thằn lằn sẽ bị gục ngã do nhiệt ở 45 °C (113 °F). Chúng ít thích nghi với cuộc sống sa mạc và không thể để làm mát mình bằng cách đổ mồ hôi vì thế chúng cần ẩn nấp tránh cái nắng ban ngày. Trong phần đầu của đêm, khi mặt đất tỏa nhiệt hấp thụ trong ngày, chúng xuất hiện và chuẩn bị săn mồi. 

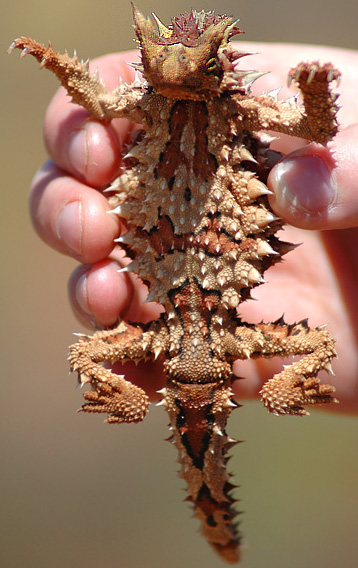
Thằn lằn là những động vật thích nghi tuyệt vời trong môi trường sa mạc, đây là một con thằn lằn quỷ gai

Thằn lằn và rắn là nhiều nhất trong các khu vực khô cằn và rắn nhất định đã phát triển một phương pháp di chuyển mới cho phép chúng di chuyển về hai bên và điều hướng các cồn cát cao. Các loài này bao gồm trong chi rắn sừng của châu Phi và Crotalus cerastes của Bắc Mỹ, sự tiến hóa riêng biệt nhưng có các hành vi giống như tiến hóa hội tụ. Nhiều loài bò sát sa mạc là động vật ăn thịt phục kích và thường chôn mình trong cát, chờ đợi con mồi đến trong phạm vi tấn công. Loài rắn độc sừng của sa mạc Sahara di chuyển bằng cách trườn lượn sóng và loài cá cát hay còn gọi là thằn lằn bằng sa mạc thì gần như là bơi. Rắn lao có một kiểu di chuyển không giống ai Để ngăn chặn bị các hạt cát chôn vùi bất cứ lúc nào, nó cong người sang trái, phải hết mức để tăng diện tích tiếp xúc với đất cát, và hình thành nên thói quen vận động nghiêng.
Thằn lằn có thể coi là một điển hình sống mãnh liệt, Phần trước tứ chi của nó mở ra thành màng lớn, chống đỡ cho cơ thể đi lại thoải mái trên cát. Khi màn đêm buông xuống, sương mù bao phủ, cơ thể và mắt của thằn lằn liền dùng khả năng tối đa để tập hợp những giọt sương. Ngoài ra cái lưỡi dài của nó còn có thể liếm sương trước mắt rất linh hoạt và khéo léo, giống như cái gạt nước trên ôtô vậy. Về khả năng trữ nước, thằn lằn đuôi vểnh có những đặc điểm để thu gom các giọt nước tối đa. Mỗi khi sương xuống, nó lại bò lên đỉnh cồn cát, quay lưng về phía có sương từ biển thổi tới, đuôi của nó vểnh lên cao, làm cho thân của nó nghiêng sang một bên, khi sương mù gặp cơ thể lạnh buốt của con vật thì sẽ ngưng tụ thành những giọt nước, chạy men theo lưng trượt vào miệng thằn lằn.
Kỳ giông Batrachoseps robustus ở sa mạc Mojave. Kỳ giông Batrachoseps campi (tên tiếng Anh: Inyo Mountains Salamander) là một loài kỳ giông. Môi trường sống tự nhiên của loài kỳ giông này trải rộng từ sa mạc Mojave ôn đới tới vùng chuyển tiếp sinh thái cây bụi Artemisia tridentata Great Basin, và các khu vực ven suối nước ngọt ở đó, ở độ cao 490–2.950 mét (1.610–9.680 ft).Batrachoseps campi ăn các loài côn trùng nhỏ. Cự đà sa mạc (Dipsosaurus dorsalis) là một loài thằn lằn trong họ Cự đà (Iguanidae). Rồng cát với lớp da như áo lính này được gọi là rồng cát quân đội. Nó nằm phơi mình trên cát đỏ ở công viên sa mạc Alice Springs của Australia. Mặc dù môi trường khắc nghiệt nhưng sa mạc hình thành hệ sinh thái đa dạng với thực vật và động vật có khả năng thích nghi với điều kiện khô hạn.

### Lưỡng cư
Động vật lưỡng cư có vẻ không phải là cư dân sa mạc, vì chúng cần giữ cho da ẩm và phụ thuộc vào nước cho mục đích sinh sản. Trong thực tế, một số ít loài được tìm thấy trong môi trường sống này đã thực hiện một số sự thích nghi đáng chú ý. Hầu hết trong số đó là fossorial, trải qua những tháng khô nóng ngủ hè trong hang sâu. Trong khi đó chúng lột da nhiều lần và giữ lại các phần da đó xung quanh chúng để làm một lớp không thấm nước như kén để giữ độ ẩm.
Trong sa mạc Sonoran, có loài cóc dành phần lớn thời gian trong năm ngủ trong hang của nó. Mưa lớn là nguyên nhân dẫn đến sự xuất hiện và đầu tiên con đực tìm một cái ao phù hợp kêu gọi thu hút các con khác. Trứng được đẻ và những con nòng nọc phát triển nhanh chóng khi chúng phải đạt đến biến thái hoàn toàn trước khi nước bốc hơi hết. Khi sa mạc khô đi, con cóc trưởng thành lại chôn mình. Các con con ở lại trên bề mặt trong một thời gian, ăn và lớn lên, nhưng ngay sau đó chúng đào dang vùi mình xuống. Một ít trong số chúng có thể đến tuổi trưởng thành. Loài cóc sa mạc của Namibia là loài sống về đêm và tồn tại nhờ vào độ ẩm của sương muối biển từ Đại Tây Dương.
Ễnh ương châu Phi có thể thích nghi với cuộc sống ở sa mạc và thậm chí cả vùng cao nguyên. Chúng có cách đánh bại nhiệt độ khắc nghiệt của sa mạc bằng cách chui sâu vào lòng đất và nằm im bất động, một trạng thái giống như ngủ đông. Chúng bong da ra để tạo thành một cái kén giữ độ ẩm cho cơ thể và hấp thụ nước giữ trong bàng quang. Nó có thể nằm im suốt hơn một năm và vẫn có thể sống sót dù mất tới 38% trọng lượng cơ thể của nó. Khi trời mưa, ễnh ương châu Phi sẽ trở lại bề mặt đất để kiếm ăn và sinh sản.

### Khác

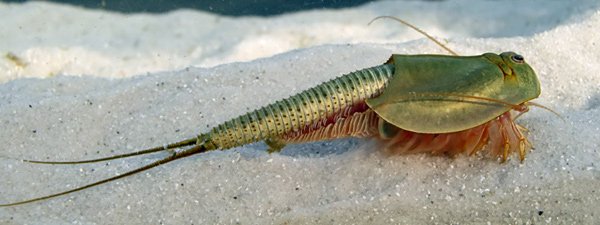
Triops australiensis sống sót qua giai đoạn khô cằn ở dạng trứng, trứng này phát triển nhanh chóng sau cơn mưa.

Động vật không xương sống, đặc biệt là các loài động vật chân khớp arthropoda, đã thành công khi sống trong hoang mạc. Ruồi, bọ cánh cứng, kiến, mối, locust, millipede, bò cạp và nhện có các lớp biểu bì cứng, không thấp nước và nhiều trong số chúng đẻ trứng dưới mặt đất và con con phát triển khác xa với nhiệt độ cực cao trên mặt đất.
Loài Cataglyphis bombycina sử dụng protein chống sóc nhiệt theo một cách mới và kiếm ăn bên ngoài trong một khoảng thời gian rất ngắn trong ngày. Stenocara dentata ở Namibia đứng trên các chân trước của nó và nâng mai của nó để hứng sương mù buổi sáng ở dạng ngưng tụ, rồi chuyển nước vào miệng của nó.
Một số loài chân khớp sử dụng các ao tạm hình thành sau cơn mưa và hoàn thành vòng đời của nó trong vài ngày. Tôm sa mạc thực hiện điều này, xuất hiện "một cách kỳ lạ" trong vũng nước mới được hình thành như những quả trứng đang ngủ nở ra. Những loài khác, chẳng hạn như brine shrimp, Anostraca và Notostraca, được ngừng trao đổi chất và có thể mất đến 92% khối lượng cơ thể của chúng, có thể khôi phục nước ngay sau khi trời mưa và hồ tạm thời của chúng xuất hiện trở lại. Sa mạc Sahara là nơi cư ngụ của loài bọ cạp tử thần chiều dài có thể lên tới gần 4 inch. Nọc độc của chúng chứa những lượng lớn agitoxin và scyllatoxin.